# ヴィットーリオ・エマヌエーレ2世のガッレリア

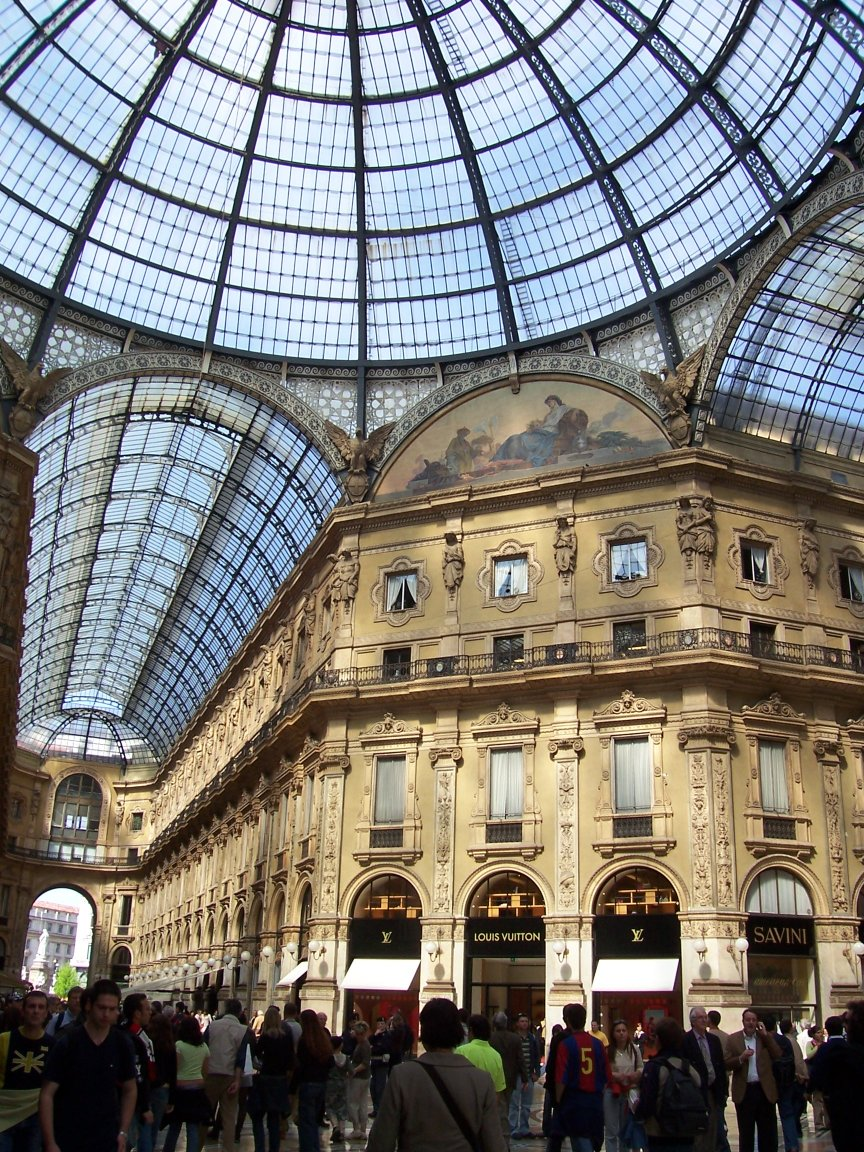
ヴィットーリオ・エマヌエーレ2世のガッレリア、内部

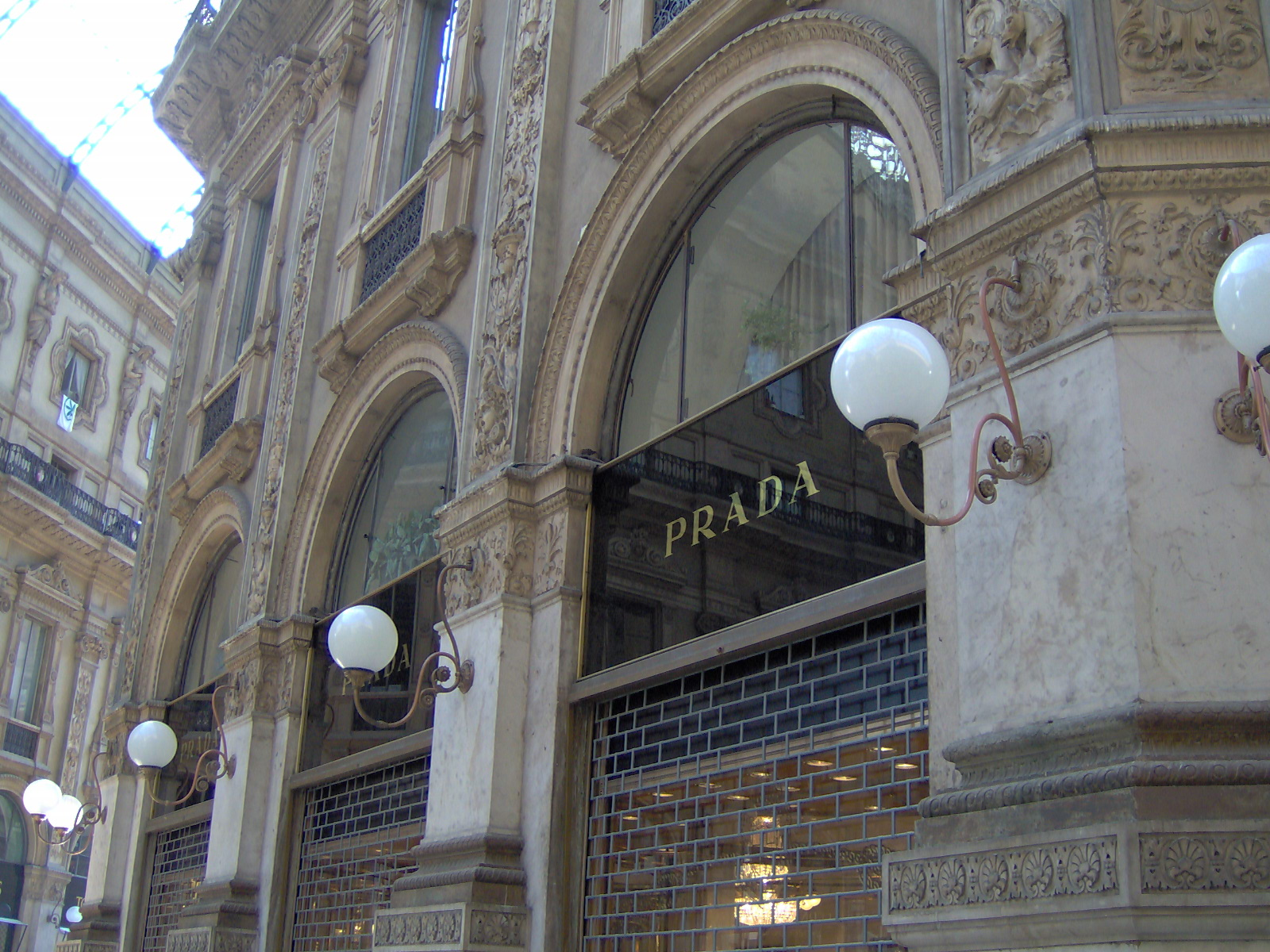
プラダ本店

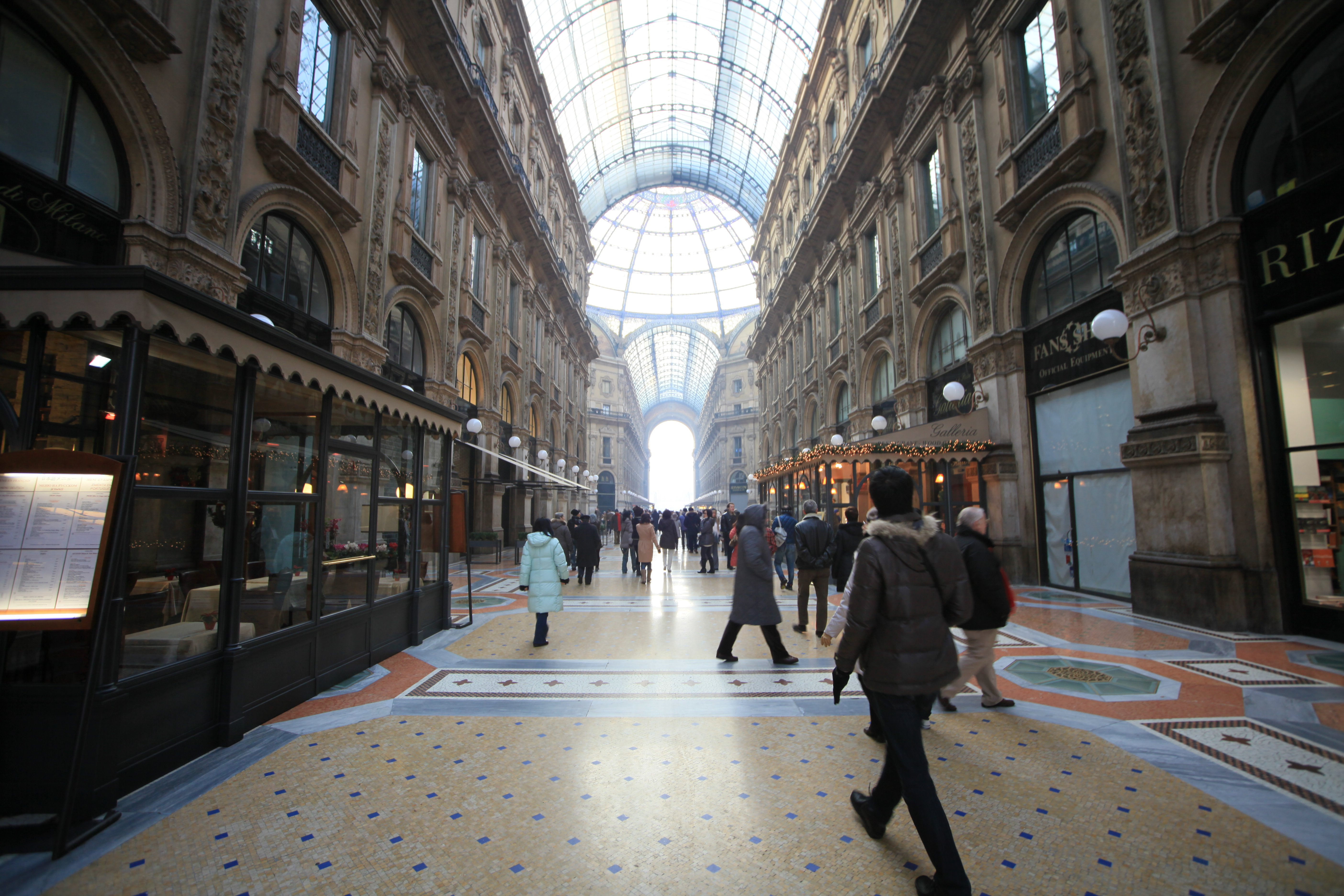
スカラ座側より大聖堂側を望む

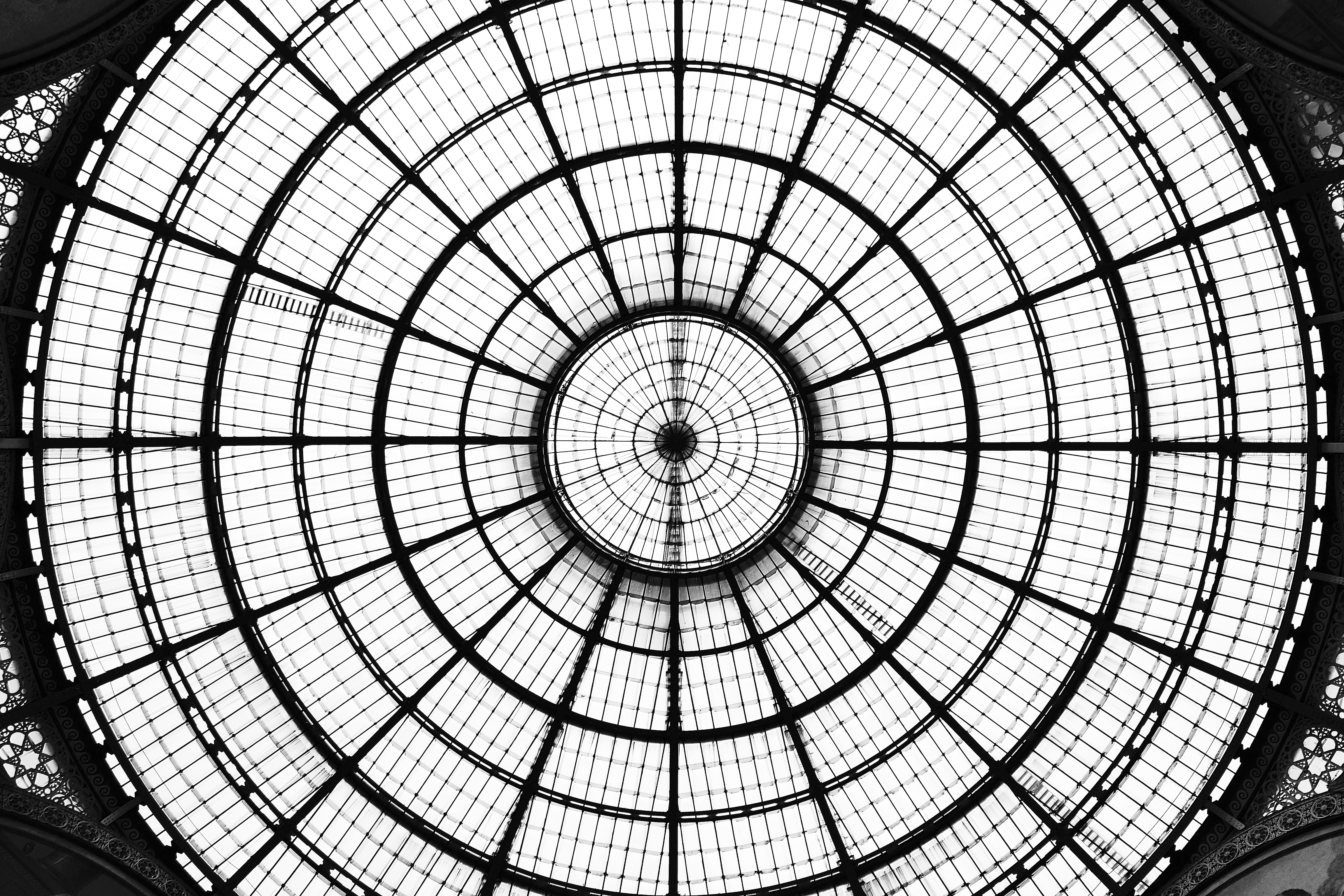
中央のドーム天井

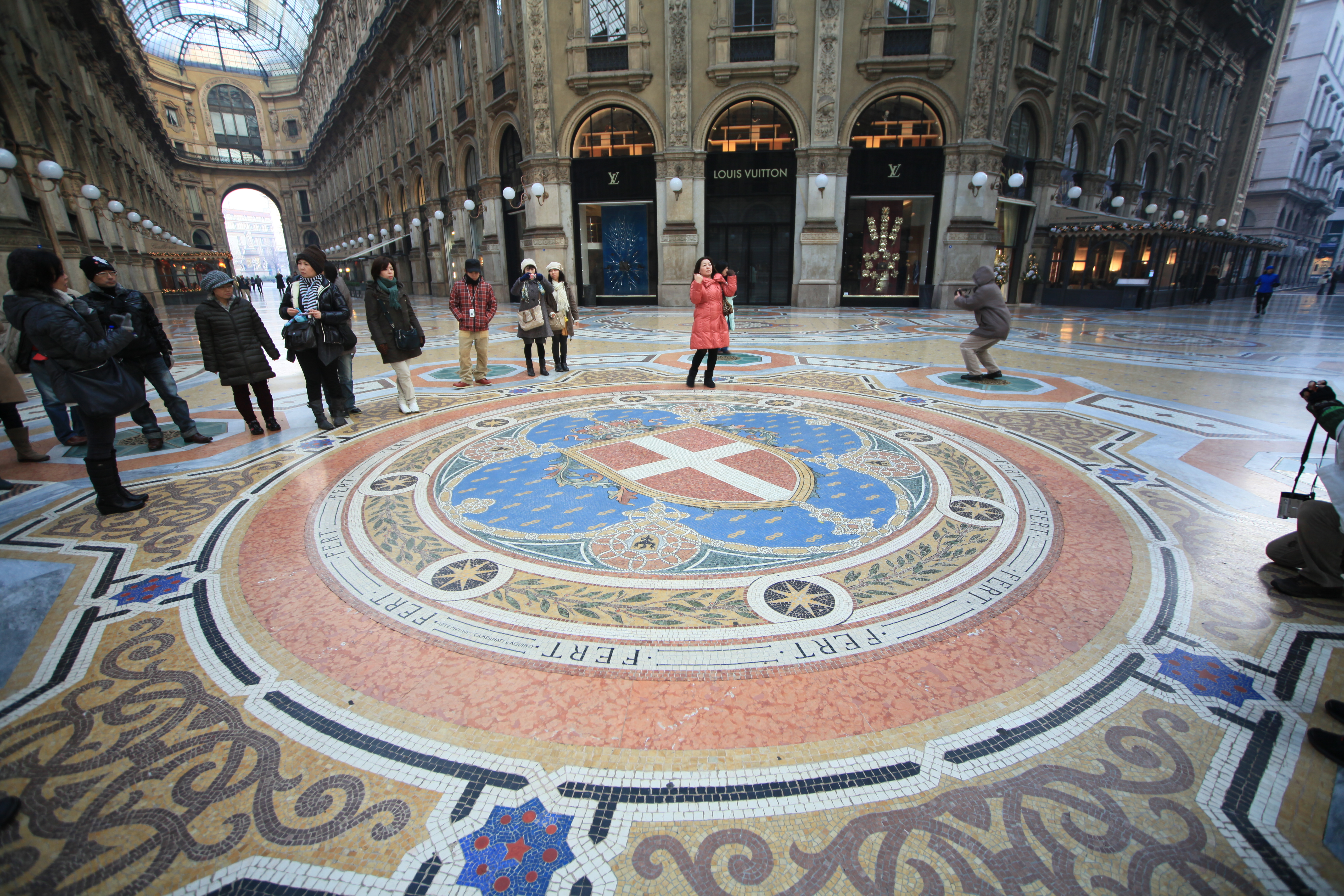
床面のモザイク画；紋章

ヴィットーリオ・エマヌエーレ2世のガッレリア（イタリア語: Galleria Vittorio Emanuele II）は、イタリアの都市ミラノにあるアーケードの名称。2つのアーケード（8角形の建物に2つのアーケードが交差する）に覆われ、ドゥオーモ広場の北に位置し、ミラノスカラ広場へ通じている。イタリア王国の初代国王ヴィットーリオ・エマヌエーレ2世にちなんで名づけられたこの場所は、最初に1861年にデザインされ、イタリアの建築家ジュゼッペ・メンゴーニによって1865年から1877年の間に建設された。
通りはガラスのアーチと鉄製の屋根に覆われており、19世紀のショッピングモール及び、イギリスのロンドンにあるバーリントン・アーケード（1891年公開）のような、通俗的なアーケードのデザインである。ガッレリアはベルギーのブリュッセルにあるギャラリー・サン・チュベール（1847年公開）やロシア・サンクトペテルブルクにあるパッサージュ（1848年公開）、ナポリのウンベルト1世のガッレリア（1890年公開）等から始まった、巨大なガラス張りのショッピング・アーケードの原型であった。
中央の十字路部分はガラス製のドームで覆われている。この八角形のガラスドーム広場の床面には、中央にイタリア王国の紋章、その周囲にミラノ（赤の十字）、トリノ（牡牛）、フィレンツェ（アイリス）、ローマ（SPQR）の紋章が描かれている。トリノの紋章については次章で述べる伝説があり、一部がすり減っている。
このミラノのガッレリアはそれまであったものよりも大きく釣り合いが取れており、近代的なショッピングモールの発展において重要な一歩を担っていた。また、建物は「ガッレリア」という言葉の使用を、他のどのショッピングアーケードやモールよりも鼓舞してきている。
また、ガッレリアはミラノのドゥオーモとスカラ座という、ミラノにおける2つの著名な観光地へと繋がっている。
最初の落成から130年以上を経た現在、4階建てのアーケードにはオートクチュール店から書店に至るまでの上品な各種店舗、グッチ、プラダ、ルイ・ヴィトンなどの高級ファッションブランド店の他、レストラン、カフェ、バーが入居している。ヴィットーリオ・エマヌエーレ2世のガッレリアへ直接つながっているのは、ミラノでも最高級のパーク・ハイアット・ホテルで、都市の中でも最も豪華な（最も高価でもある）部屋と設備を有している。
東京ディズニーランドのワールドバザールはこのガッレリアをモデルに作られている。

## 伝説

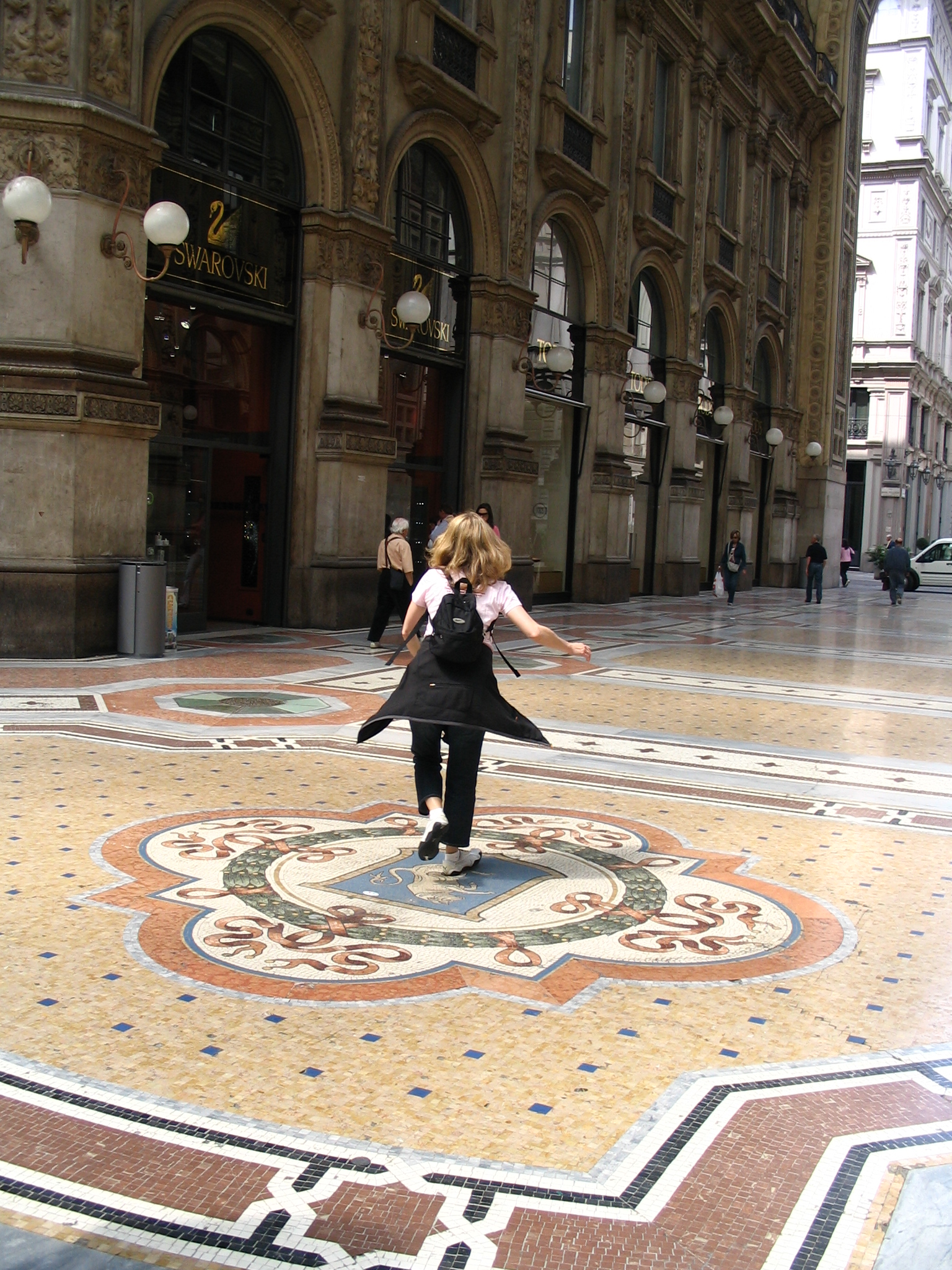
回る人

十字路の交わる付近に青いタイルで囲まれた牡牛のモザイクがあり、その股間部分がやや窪んでいる。この窪みに踵を合わせてクルリと一回転（一度に三回転以上出来ると、との説もあり）すると幸せが訪れる、旅行者は再びミラノに戻れる等の言い伝えがある。トレビの泉等と異なり一人ずつしかできないので観光シーズンには行列ができる事も珍しくない。一日に数千回も踵で踏みつけられるため損傷も激しく頻繁に修復もなされているが、修復直後の新品でも股間にはあらかじめうっすらと窪みが付けられている。
この牛の急所を踏みつける回転行為は、観光客よりもむしろ地元市民によって積極的に行われているようである。実際に朝夕の通勤時にはスーツを着たビジネスマン、日中には買物袋を下げた主婦などが通り掛りに踏み付け回転するところが頻繁に目撃される。またユヴェントス戦のある日にも増加するようだが、その理由は今もって全く解明されておらずミラノ市民にとっても積年の謎である。ちなみに「牡牛の青盾」は西隣のピエモンテ州の州都トリノの紋章である。